# Bockelskamp
Bockelskamp ist ein Ortsteil der Gemeinde Wienhausen im Landkreis Celle in Niedersachsen.

## Geografie
Bockelskamp liegt etwa 2 km westlich vom Kernbereich von Wienhausen. Zu Bockelskamp gehört Flackenhorst, das 1 km entfernt südwestlich liegt. Nördlich von Bockelskamp in geringer Entfernung fließt die Aller.

## Geschichte
Bockelskamp und Flackenhorst wurden erstmals 1233 in den Akten des Klosters Wienhausen urkundlich erwähnt. Bockelskamp leitet seinen Namen von einem mit Buchen bestandenen Waldstück ab, während der Name Flackenhorst auf den germanischen Eigennamen Flacco zurückgeht.
Die Bahnstrecke Gifhorn Stadt–Celle führte über Bockelskamp. Der Personenverkehr wurde 1981 eingestellt.

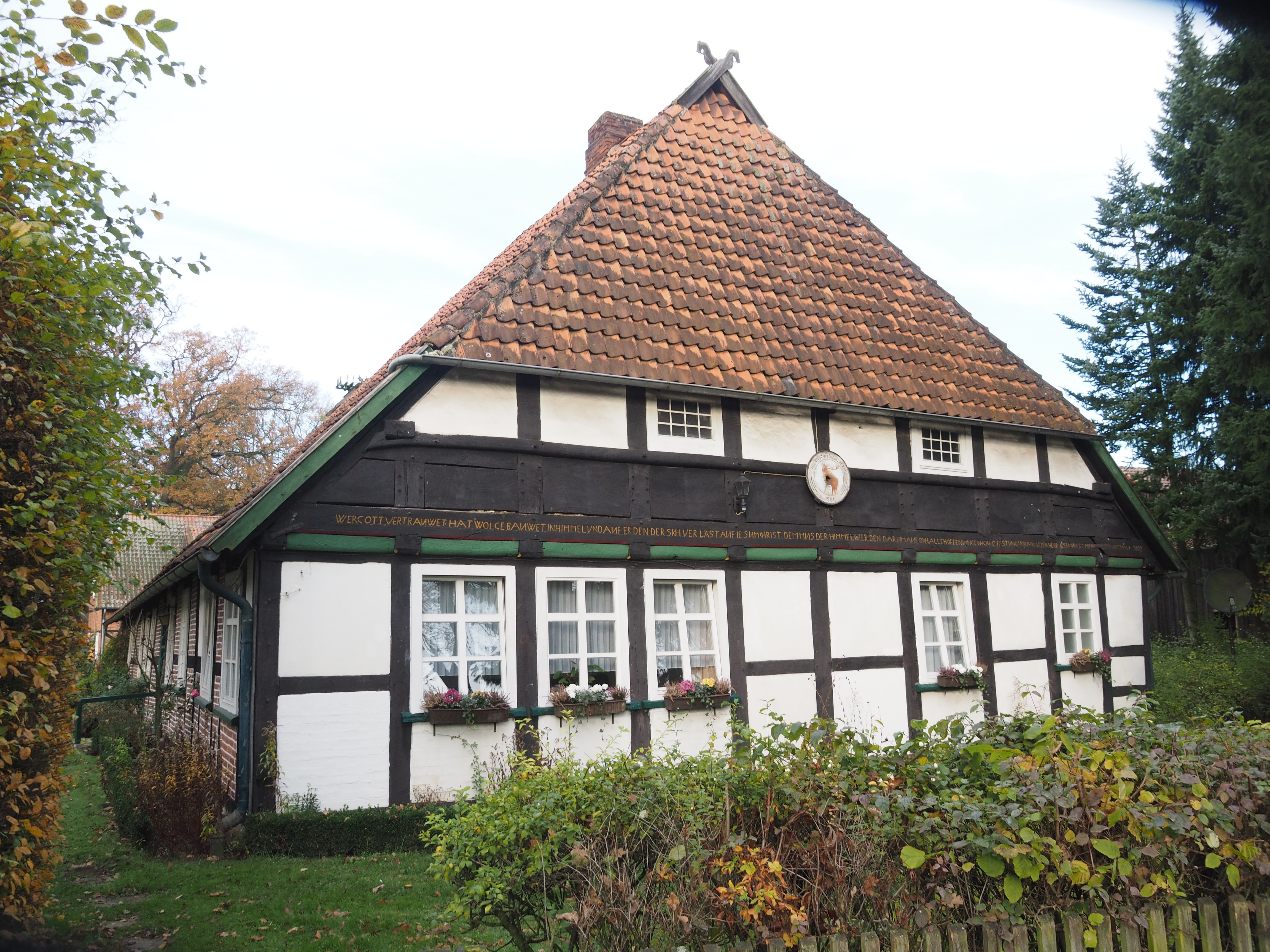
Bauernhaus in Fachwerkbauweise von 1603
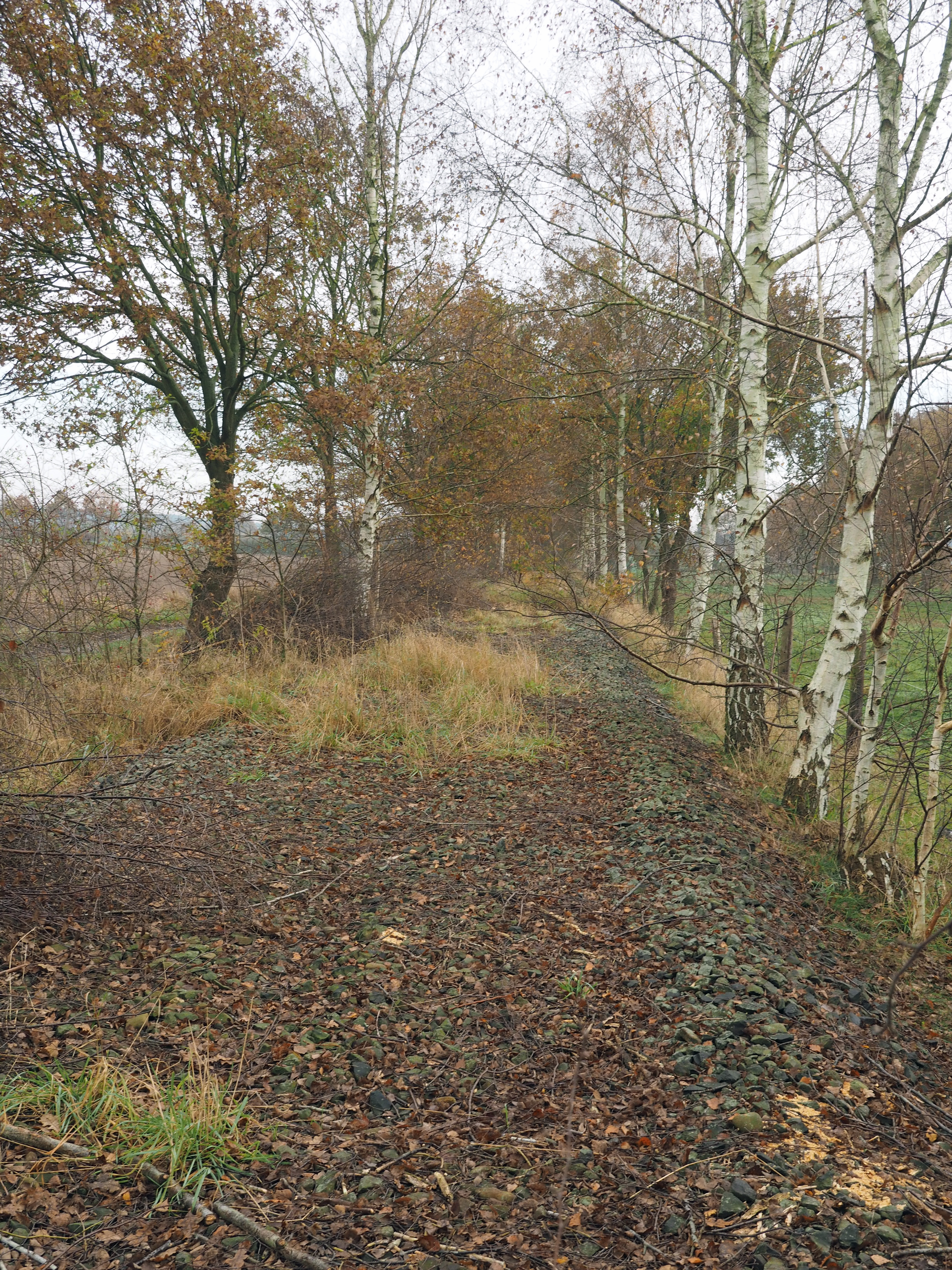
Stillgelegte Bahntrasse der Allertalbahn nahe Bockelskamp
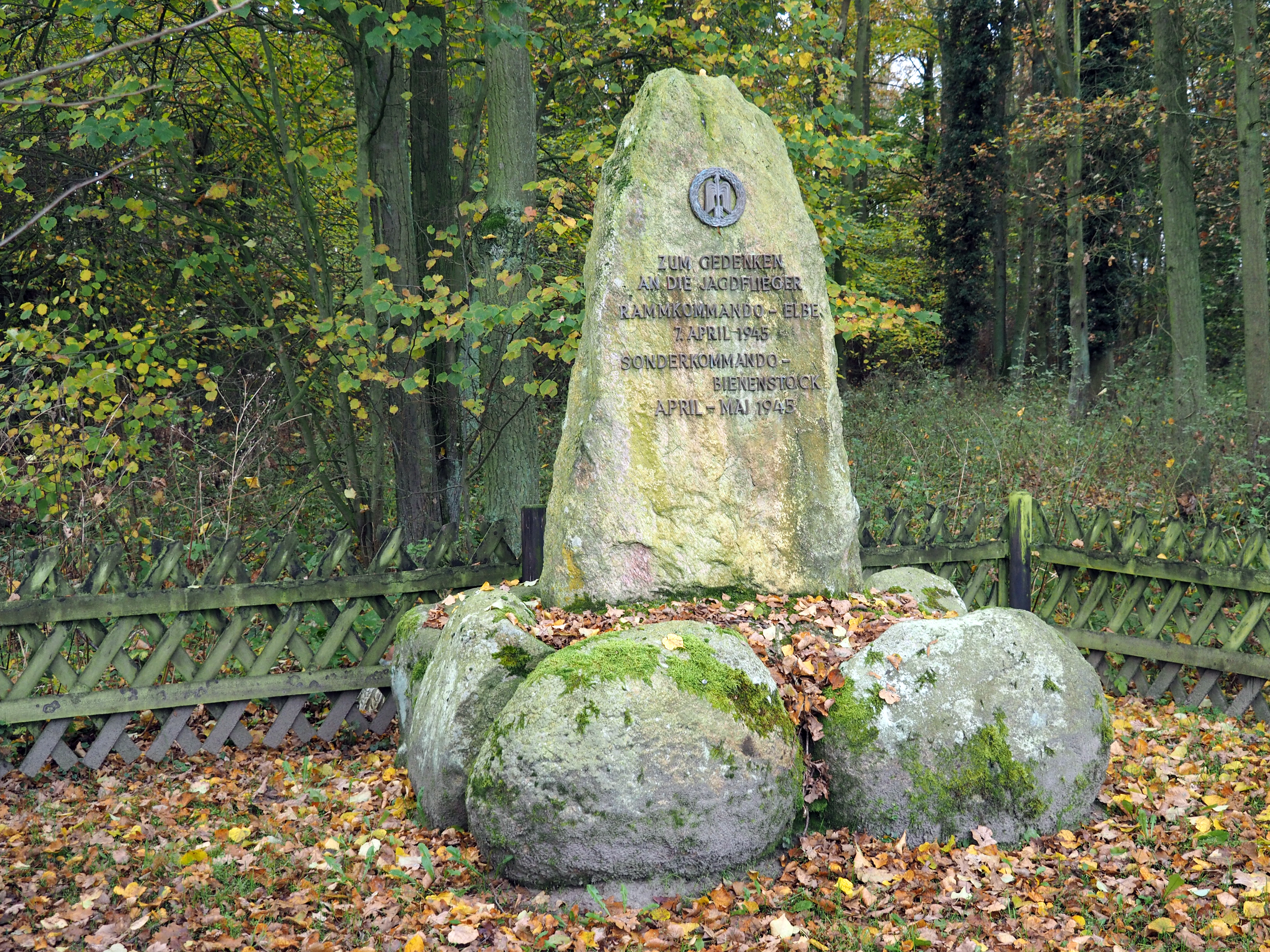
Gedenkstein für die Jagdflieger Rammkommando-Elbe und Sonderkommando Bienenstock

## Gedenken
Nördlich von Bockelskamp befindet sich ein Gedenkstein für die Jagdflieger des Rammkommandos-Elbe und des Sonderkommandos-Bienenstock, den ehemalige Angehörige der Kommandos errichtet haben.

## Baudenkmäler
- Liste der Baudenkmale in Bockelskamp mit Flackenhorst

## Persönlichkeiten
- Heinrich August Meyer (1773–1836), königlich hannoverscher und westphälischer Verwaltungsbeamter, geboren in Bockelskamp
- Frieder Gadesmann (1943–2014), evangelischer Theologe, Religionspädagoge und Erziehungswissenschaftler, wuchs ab 1950 in Bockelskamp auf
- Karl-Heinrich Langspecht (* 1950; † 2011), Jurist und Landtagsabgeordneter (CDU)